# Elżbieta Dziech
Elżbieta Dziech-Siekierska – Miss Polski 1992.
Zdobywczyni tytułu Miss Podbeskidzia 1992, następnie Miss Polski 1992 (wybory odbyły się wówczas w Teatrze Muzycznym w Gdyni). Brała także udział w konkursie Miss International 1992 w Japonii, lecz nie odniosła w nim sukcesu.